# Behinderungsanzeige
Eine Behinderungsanzeige bezeichnet im Bauwesen und im Anlagenbau einen Begriff aus der VOB (Vergabe- und Vertragsordnung für Bauleistungen), der das Anmelden von Umständen, welche eine vertraglich zugesicherte Baufreiheit oder eine Fortführung der vertraglich geschuldeten Leistungen be- oder verhindert, beschreibt. Es wird somit der Vertragspartei ein drohender Verzug angemeldet.
Behinderungen im Baufortschritt müssen unverzüglich (ohne schuldhaftes Zögern) der Vertragspartei angezeigt werden und es empfiehlt sich aus Gründen der Beweisführung und Dokumentation immer die Schriftform.
Wenn die Behinderung wegfällt, muss dieses ebenso und auch wieder unverzüglich der Vertragspartei gemeldet werden. Auch hier empfiehlt sich die Schriftform.